# Cấp phép số lượng lớn
Trong giấy phép phần mềm, cấp phép số lượng lớn (tiếng Anh: volume licensing) là quá trình bán, ủy quyền hoặc chuyển quyền sở hữu giấy phép nhằm cho phép một chương trình máy tính có thể được sử dụng trên nhiều máy tính hoặc một lượng lớn người dùng khác nhau. Khách hàng của quá trình cấp phép như vậy thường là doanh nghiệp, chính phủ hoặc tổ chức giáo dục. Chi phí cấp phép số lượng lớn có thể thay đổi phụ thuộc vào loại giấy phép, số lượng cũng như thời hạn đăng ký giấy phép đó. Ví dụ: phần mềm của hãng Microsoft thường có sẵn thông qua các chương trình cấp phép số lượng lớn như Microsoft Windows hay Microsoft Office.
Thông thường, khóa cấp phép số lượng lớn (volume licensing key, VLK) sẽ được cung cấp cho tất cả các phiên bản của chương trình máy tính đã được đăng ký cấp phép số lượng lớn. Tuy nhiên, với sự phổ biến của phần mềm dịch vụ, khách hàng sử dụng phần mềm tích hợp phương thức cấp phép số lượng lớn chỉ cần khai báo thông tin xác thực bằng tài khoản người dùng trực tuyến của họ với phần mềm đó là được.

## Tổng quan
Thông thường thì khóa sản phẩm đã được cung cấp sẵn cùng với các chương trình máy tính. Nó hoạt động tương tự như mật khẩu. Khi các chương trình máy tính yêu cầu người dùng chứng minh quyền của họ với sản phẩm đó thì để đáp lại, người dùng sẽ cung cấp một đoạn mã (gọi là khóa sản phẩm). Tuy nhiên, loại "khóa" này chỉ được sử dụng một lần, tức là trên một máy tính. Tuy nhiên, một khóa cấp phép số lượng lớn (VLK) có thể được sử dụng trên nhiều máy tính. Nhà cung cấp có thể thực hiện một số bước bổ sung để đảm bảo rằng khóa sản phẩm của họ chỉ được sử dụng với số lượng đã dự tính trước. Quá trình này được gọi là kích hoạt sản phẩm.
Giấy phép số lượng lớn không phải lúc nào cũng có thể chuyển quyền sử dụng. Chẳng hạn, đối với các chương trình của Microsoft, người dùng chỉ có thể chuyển giao quyền của một số loại giấy phép số lượng lớn của họ. Khi quá trình chuyển giao này hoàn tất, Microsoft sẽ tiến hành đăng ký quyền sở hữu của ứng dụng đó cho một chủ sở hữu mới. Chỉ có một số lượng rất nhỏ các nhà cung cấp phần mềm chuyên môi giới cho việc chuyển nhượng như vậy được cho phép bán giấy phép số lượng lớn và khóa tương ứng. Nhà cung ứng Discount-Licensing là một trong những hãng đi tiên phong trong việc phân phối các loại giấy phép số lượng lớn của Microsoft theo cách này.